# Cesare Cattaneo
Cesare Cattaneo (né à Côme le 26 juillet 1912 et mort à Côme le 24 août 1943) est un architecte rationaliste italien qui a principalement travaillé sous le régime fasciste de Benito Mussolini. Proche de Giuseppe Terragni et de Pietro Lingeri, il est selon Bruno Zevi « un héros silencieux de l’entre-deux-guerres ».
Il est notamment l'architecte de deux bâtiments : la crèche Giuseppe Garbagnati à Asnago ainsi qu'un immeuble de logement à Cernobbio.

## Œuvres principales
Parmi les œuvres les plus connues de Cattaneo figurent :
- Villa Cattaneo : Via Regina 41, Cernobbio, 1939

- Scuola Garbagnati : Via Giuseppe Negrini 7/9, Cermenate, 1937